# Вагайський район
Вагайський район (рос. Вагайский район) — адміністративний район в складі Тюменської області, Росія.
Адміністративний центр — село Вагай.

## Географія
Район розташований на сході Тюменської області, межує на півночі — з Уватським районом, на сході — з Омською областю, на південному сході — з Вікуловським районом, на півдні — з Аромашевським, Сорокинським, Юргінським районами, на заході і північному заході — з Ярковським і Тобольским районами області. Площа території — 18,4 тис. км².
Головна річка — Іртиш. Велика Супра, Кіша — притоки Іртишу.

## Населення
Населення — 20 549 осіб.
Національний склад
| Народ                                         | 2002 осіб.     | 2010 осіб.     |
| --------------------------------------------- | -------------- | -------------- |
| Росіяни                                       | 13525 (55,0 %) | 11537 (51,2 %) |
| Татари                                        | 10235 (41,7 %) | 8949 (39,7 %)  |
| інші, й ті хто не вказав національність       | 801 (3,3 %)    | 2053 (9,1 %)   |
| Показані народи з чисельністю понад 1000 осіб |                |                |

## Відомі особистості
У районі народилась:
- Медведєва Ірина Василівна (1958—2021) — радянський і російський учений-медик (с. Дубровне).